# Pedro Teixeira (ilusionista)
Pedro Teixeira (Lisboa, 17 de Dezembro de 1984) é um premiado ilusionista português.

## Biografia
Filho do ilusionista Jorge Teixeira, que, durante anos, presidiu à Associação Portuguesa de Ilusionismo, Pedro Teixeira formou-se em Engenharia Informática. Formando o grupo Tá na manga junto com Gonçalo Jorge, Pedro Teixeira conquistou vários prémios internacionais de ilusionismo incluindo um prémio no Campeonato do Mundo de Magia FISM em Julho de 2012.
Outros prémios de relevo incluem o 1º prémio de Magia Geral no Campeonato de Magia de França em 2009, o 1º prémio no 27º Congresso de Magia de Bruxelas em 2009, o prémio do público no Memorial Frakson 2010 em Madrid, o IBM British Ring Shield no Reino Unido em 2011 e o troféu Mandrake d'Or 2011 em Paris.
Em Julho de 2011 actuou no prestigiado Magic Castle de Hollywood.